# 법의인류학
법의인류학(法醫人類學)은 체질인류학의 한 지류이며 법의학의 한 분과인 법의인류학은 우리 몸을 연구대상으로 알게 된 체질인류학을 포함한 인류학적 및 해부학적 지식들을 활용하여 사회공동체에서 요구하는 법률적인 문제를 해결하려고 노력하는 학문분야이다.

## 나라별 법의인류학

### 대한민국
대한민국에서 법의인류학 학문 분야가 제대로 인식되기 시작한 것은 2003년에 발생한 대구 지하철 화재 참사 현장에서 신원을 확인하는 과정이었고, 대한민국의 법의인류학자는 주로 백골화된 사람뼈를 감정하여 개인식별을 할 수 있는 여러 가지 개인 식별 항목을 추정하여 신원확인을 하는데 도움이 되는 정보를 제공하고 있다.

### 미국
미국은 19세기 중반부터 법의인류학 학문분야가 태동하여 현재는 그 기반을 공고히 하고 있는 반면, 대한민국 경우 대학교 또는 대학원 과정에 아직까지 법의인류학 분야가 전공분야로서 자리매김을 하지 못하고 있는 아쉬움이 있으나, 법의인류학 학문분야에 대한 사회적인 요구는 점점 증가하고 있다.

## 같이 보기
- 법의병리학
- 법치학
- 법과학

## 참고 문헌
- 고리뼈를 이용한 한국인의 성별판별[깨진 링크(과거 내용 찾기)]. 대한체질인류학회지 22:201-212, 2009.
- 현장에서 발굴된 백골시신의 뼈 구성에 대한 통계적 고찰[깨진 링크(과거 내용 찾기)]. 대한체질인류학회지 23:1-8, 2010.